# Ivan Vishnevsky
Ivan Yevhenovych Vishnevsky, né le 21 février 1957 à Chortoriya, et mort le 11 mai 1996 à Dnipropetrovsk, est un footballeur soviétique.

## Biographie
Il reçoit sa première sélection en équipe nationale le 25 janvier 1985 contre la Yougoslavie.

## Palmarès
Dniepr Dniepropetrovsk
- Champion d'Union soviétique en 1988.
- Vainqueur de la Coupe d'Union soviétique en 1989.
- Vainqueur de la Coupe de la fédération soviétique en 1986.
- Vainqueur de la Supercoupe d'Union soviétique en 1988.

 Fenerbahçe
- Vainqueur de la Supercoupe de Turquie en 1990.